# Mario Filio
Mario Gómez Herrera (Ciudad de México, 13 de marzo de 1966), más conocido como Mario Filio, es un actor y locutor de doblaje mexicano. Es mayormente conocido por ser la voz oficial de Goofy en Español Latino desde 2002, Obi-Wan Kenobi en la franquicia de Star Wars, Rey Julien en Madagascar, entre otros personajes.
En México es reconocido por contar una amplia lista de cuenta de locución institucional y comercial, entre las cuales las más reconocidas son las de los Comercial Mexicana bajo el eslogan "Y tú, ¿vas al súper? ¡o a la Comer!", la propaganda y la campaña del Instituto Federal Electoral (IFE), y la voz institucional de los promocionarles de Telcel desde hacer más de siete años.

## Biografía
Mario Filio nació en la Ciudad de México, proveniente de una de las familias más reconocidas en el medio artístico mexicano. Su padre, más conocido como "Tilín, el fotógrafo de la voz", es considerado unos de los mejores actores y comediantes de la Época de Oro del cine mexicano. Mientras que sus hermanos Alejandro Filio, César Filio, David Filio, Mariana Filio y Gabriel Filio y sus sobrinos Iván Filio y Paolo Filio han estado involucrado en mayor o menor medida, en actividades relacionadas con el mundo artístico, doblaje, publicidad y medios masivos de comunicación.
En 1982 inicia su carrera profesional y en 1984 recibe su certificado de locutor categoría A. Su carrera de doblaje inicia gracias a su hermano Grabiel cuando lo invito a Telespeciales, S.A. también llamado CINSA para hacer una audición, poco tiempo después Eduardo Tejedo le dio su primer llamado y ahí inicia su carrera en el doblaje. Cuenta con licenciatura en publicidad y es miembro de la ANDA, ANDI, AFTRA y SAG. Durante este tiempo se ha desarrollado como Locutor, Cantante, actor de doblaje, comediante, imagen para anuncios comerciales de televisión, conductor de programas de radio y televisión, eventos especiales y productor comercial y radiofónico.
A lo largo de toda su carrera, ha prestado su voz para campañas publicitarias a nivel nacional, entre ellos, Comercial Mexicana, Six Flags, Mattel, Telcel, Radio Shack, Gillette, Bimbo, Canal 11, Coca Cola, Kellogg's, Microsoft, Panda Show Internacional, Alpura, M&M's, Barcel y Luz y Fuerza del Centro. Además interpretó la canción titulada "Los amigos del gol" el cual fue el himno oficial de la Cruz-Azul durante la década de los años 80s y la primera mitad de los 90s.[cita requerida]
Su participación en Estados Unidos, ha sido en comerciales de marcas como Taco Bell, 7 Eleven, Circuit City, entre otros.[cita requerida] También es conocido por interpretar a varios actores famosos como Will Smith, Ewan McGregor (como Obi-Wan Kenobi en la mayoría de las veces), John C. Reilly y muchos más.